# 酆都大帝

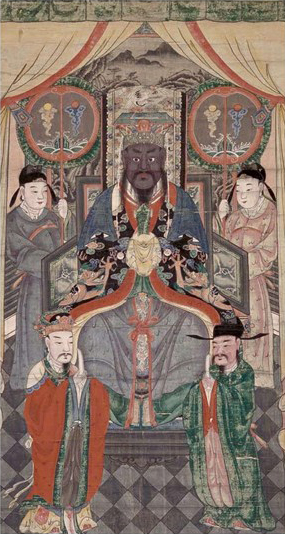
清朝酆都大帝像

酆都北阴大帝，又稱北太帝君、北帝，是道教神话和華人民間信仰中的一位神祗，为冥界的主宰。其治所位于极北之地的罗酆山，为冥界之首都，又称北酆、酆都。后人以“酆都”为地狱之称呼，又将蜀地之丰都县附会为酆都所在处。与東嶽大帝、地藏菩萨、閻羅王等职责类似的神明相比，酆都大帝信仰在后世的影响力较低。

## 历史
东晋《元始上真众仙记》中记载有五方鬼帝，其中张衡、杨云为北方鬼帝，治所在罗酆山；又特别用“北酆”来指代冥界，可能跟“北主幽阴”、“东北为鬼门”等传统观念有关。这是酆都信仰的滥觞。
其后，上清派杨羲、許掾作《酆都宫記》。南朝陶弘景为此卷文書加以注解，作为《真誥》的阐幽微篇。阐幽微吸收民间泰山治鬼信仰、佛家地狱观、现实官制等元素，形成以罗酆山六天宫和鬼官系统为特色的冥界观，成为六朝正统道教冥界观的基础。据阐幽微，罗酆山上有六座外宫，山下洞天之中有六座内宫，各自对应；罗酆山为冥界之首都，故称“酆都”，人死后先来此接受北帝之决断，再去往分布于各地的地狱；有一套完整的官僚体系来管理冥界，以北太帝君为总主，由众多古代君臣担任行政和军事职官，亦有升迁、贬谪制度。陶弘景在《真靈位業圖》中，亦将酆都北陰大帝列入道教神仙谱系，为第七品阶（最低品阶）之中位，属下各冥界官员分列左、右位。
| 次序     | 宫名             | 宫主     | 宫主           | 负责                             |
| -------- | ---------------- | -------- | -------------- | -------------------------------- |
| 第一天宫 | 纣绝阴天宫       | 北太帝君 | 炎帝大庭氏庆甲 | 總主六天宫，人死后来此处接受决断 |
| 第二天宫 | 泰煞谅事宗天宫   | 西明公   | 周文王         | 卒死暴亡者先来此处               |
| 第三天宫 | 明晨耐犯武城天宫 | 東明公   | 夏啟           | 贤人、圣人死后先来此处           |
| 第四天宫 | 恬昭罪气天宫     | 北斗君   | 周武王         | 主祸福吉凶，续命罪害             |
| 第五天宫 | 宗灵七非天宫     | 南明公   | 邵公奭         |                                  |
| 第六天宫 | 敢司连宛屡天宫   | 北明公   | 吴季札         |                                  |
之后的道教文书，如六朝《四极明科经》、唐《酉阳杂俎·玉格》，则将罗酆山的性质从容纳一整套官僚系统的冥界首都，更多地改造为关押和惩处恶鬼的牢獄机构，与佛教地狱高度相似。此后，罗酆山信仰日渐式微，酆都大帝在华人中的影响力远不如东岳大帝、地藏菩萨、阎罗王等冥界神明，唯独“酆都”作为地狱的别名得以留存。

### 蒿里山
华人民间信仰素有“泰山治鬼”之观念，但泰山岱庙为官方正式祭拜场所，并不容纳冥界相关元素。因此，泰山脚下之蒿里山作为泰山治鬼信仰的中心，将所供奉的东岳大帝改称为酆都大帝。实际上，其仍属于东岳信仰体系，配享神明不是罗酆山信仰体系的四明公等，而是各地东岳庙常见的十殿閻羅等。

### 丰都县
蜀地丰都县有平都山，曾被列入道家七十二福地。据传，汉代道士王方平、陰長生在此修炼飞升。不晚于宋朝，民间已经错误地将“阴长生”与“阴间”联系起来，进而指“丰都”为“酆都”。及至明清，丰都县改名为酆都县，平都山则陆续建起阎罗天子殿等道观、佛寺、神祠、殿宇，从道家仙山转变为各种信仰并存的宗教胜地。1949年后，酆都县改回丰都县，平都山则辟为丰都鬼城名山风景区。